# Студёнка (Орловская область)
Студёнка — деревня в Хотынецком районе Орловской области России. 
Административный центр Студёновского сельского поселения в рамках организации местного самоуправления и административный центр Студёновского сельсовета в рамках административно-территориального устройства.

## География
Расположена в 6 км к северу от райцентра, посёлка городского типа Хотынец, и в 51 км к северо-западу от центра города Орёл.

## Население
| 2002 | 2010 |
| ---- | ---- |
| 328  | ↘286 |

Согласно результатам переписи 2002 года, в национальной структуре населения русские составляли 86 % от жителей.